# Картель Сіналоа

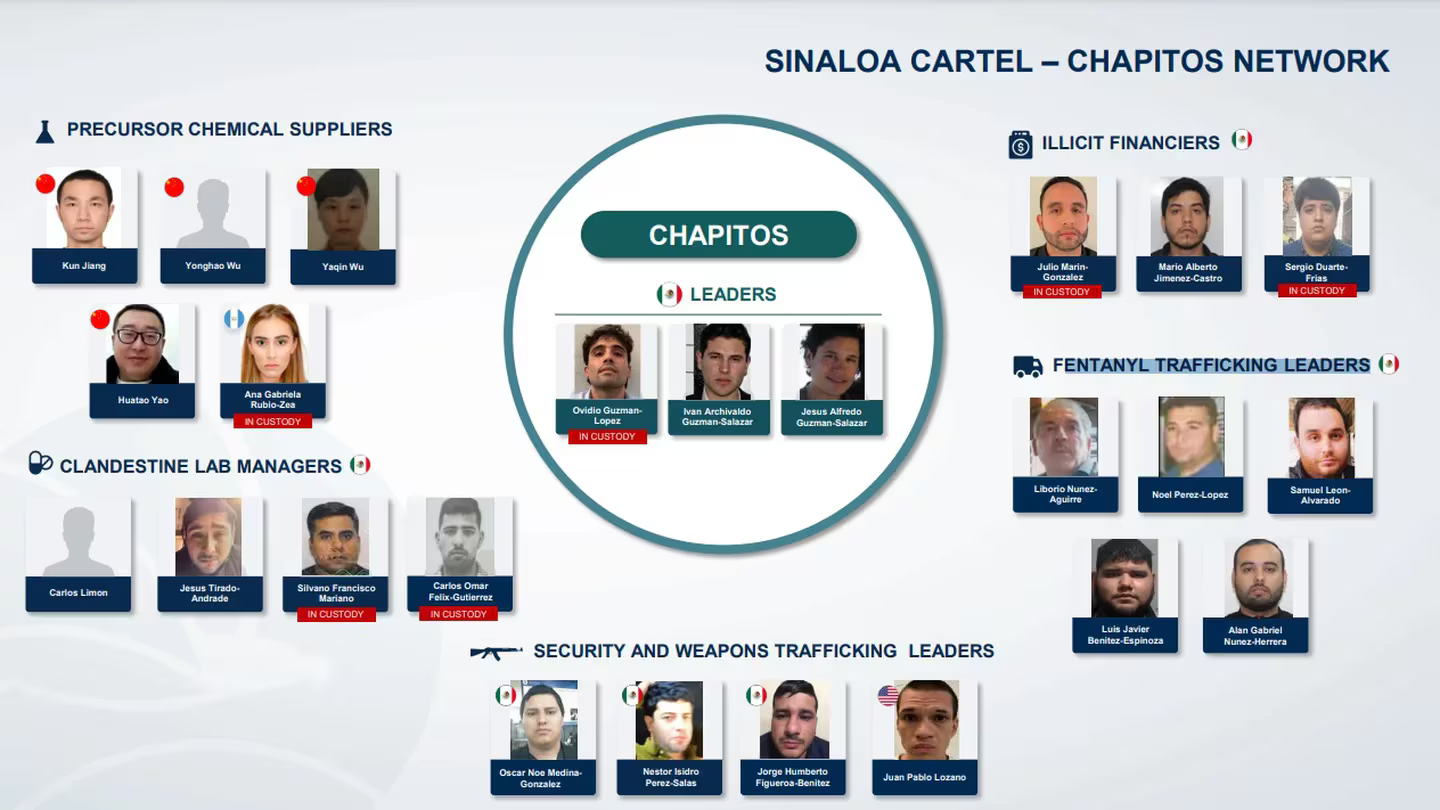
2023

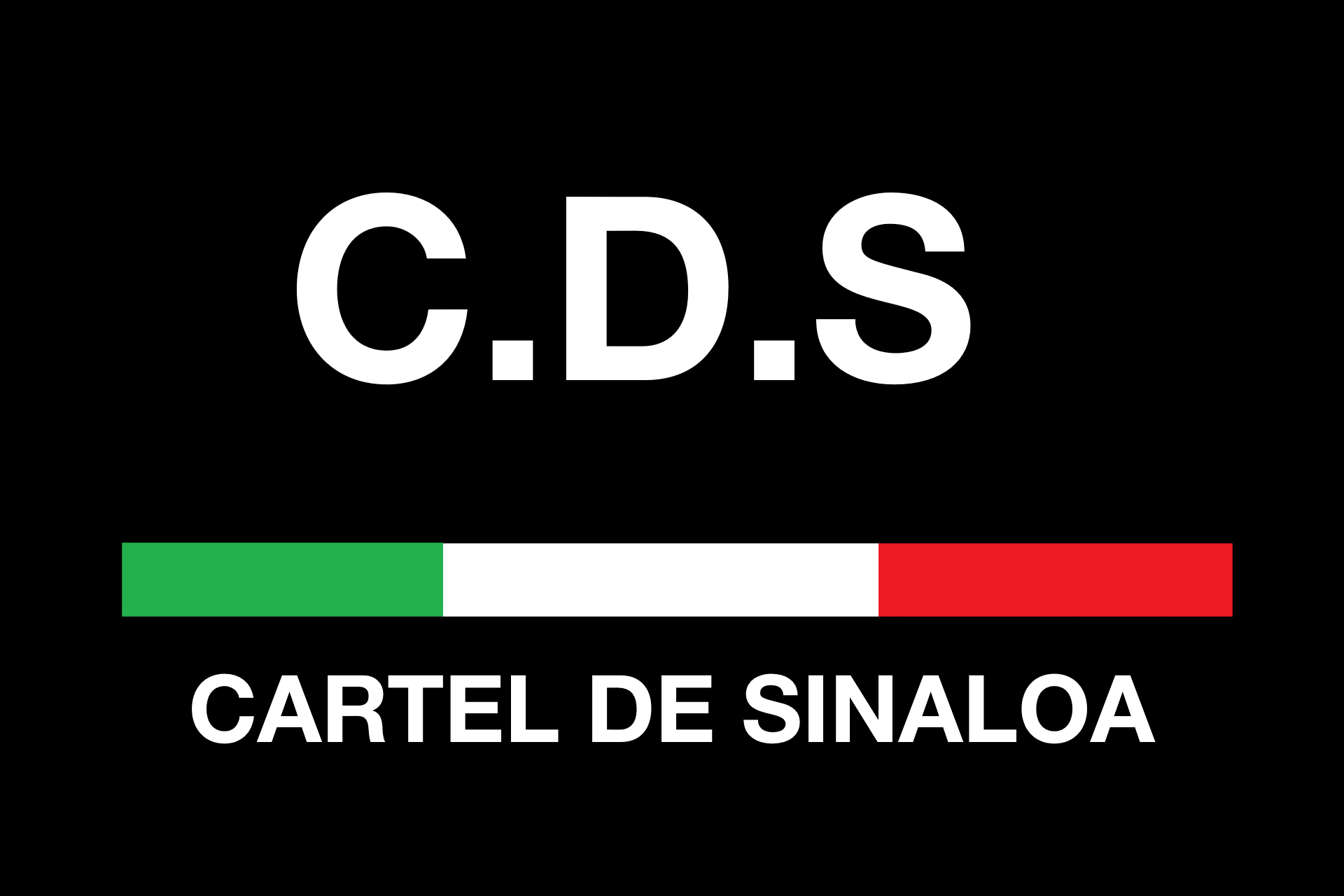
Логотип картелю

Картель «Сіналоа» (ісп. Cártel de Sinaloa), також відомий як «організація Гусмана-Лоери», «Тихоокеанський картель», «Федерація» і «Кривавий союз», — це міжнародна злочинна організація, основними напрямами діяльності якої є торгівля наркотиками, відмивання грошей та організована злочинність. Створений наприкінці 1980-х років, картель базується, головним чином, у місті Кульякан, Сіналоа, з операціями в мексиканських штатах Баха Каліфорнія, Дуранго, Сонора та Чіуауа. «Федерація» була частково розколота, коли брати Белтран-Лейва відкололися від картелю «Сіналоа».
Розвідувальне співтовариство Сполучених Штатів Америки вважає картель «Сіналоа» «найпотужнішою організацією, що торгує наркотиками у світі», а у 2011 році «Лос-Анджелес Таймс» назвав його «найпотужнішою організованою злочинною групою в Мексиці» що працює в «Золотому трикутнику» (штати Сіналоа, Дуранго та Чіуауа). Регіон є основним виробником мексиканського опіуму та марихуани.
За словами генерального прокурора США, Картель «Сіналоа» відповідав за імпорт до США та розповсюдження майже 180 тонн кокаїну та великої кількості героїну між 1990 та 2008 роками. За даними Національного центру розвідки про наркотики США картель «Сіналоа» в основному бере участь у розповсюдженні кокаїну, героїну, метамфетаміну, марихуани та МДМА.
Станом на 2017 рік Картель «Сіналоа» є найактивнішим наркокартелем, який займається контрабандою незаконних наркотиків до США та торгівлею ними по всій території США. Після арешту Хоакіна «Ель-Чапо» Гусмана, картель очолює Ісмаїл Самбада Гарсія (він же «Ель-Майо») та сини Гусмана, Альфредо Гусман Саласара та Івана Арчівальдо Саласара.